# Screencast
Un screencast (también traducido como videografía) es una grabación digital de la salida por pantalla de la computadora, que a veces contiene narración de audio. Aunque el término screencast data del 2004, productos tales como Lotus ScreenCam fueron usados desde 1993. Los productos pioneros producían ficheros enormes y tenían características de edición limitadas. Los productos más recientes admiten formatos de ficheros más compactos (uno de los formatos más populares fue Macromedia Flash, hasta que se tornó obsoleto) y tienen características de edición más sofisticadas permitiendo cambios en la secuencia, focalización (acercamiento zoom in o alejamiento zoom out), visualización del movimiento del ratón y finalmente audio.
Un screenshot es una imagen de la pantalla de usuario, y un screencast es esencialmente una película de lo que el usuario observa en su monitor.

## Usos comunes

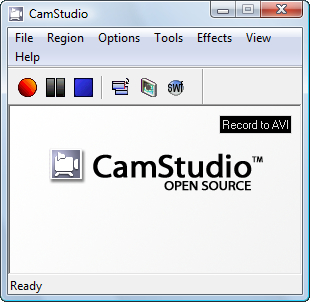
Captura de pantalla de la pantalla principal del programa CamStudio.

Screencasts son útiles para demostrar características de software, o tener un material de formación. Crear un screencast ayuda a los desarrolladores de software a mostrar su trabajo. También puede ser una habilidad útil para los usuarios ordinarios de software, pueden ayudar a mostrar bugs (la película sustituye a las explicaciones escritas potencialmente ambiguas) o para mostrar a terceras personas como se realiza una tarea en un entorno de software específico. Los Screencasts son herramientas excelentes para aprender a usar las computadoras, y varios pódcast han comenzado a explicar a sus usuarios de computadoras como usar el software a través de screencasts.
Considerando el alto coste de la formación impartida por instructores / facultades y la relativa ineficiencia de los sistemas de formación basados en computadoras (CBT), screencasting está llamado a ser una técnica muy popular para impartir conocimiento de alta calidad a bajo coste. 
Por ejemplo, los organizadores de seminarios relacionados con computadoras puede elegir grabar los seminarios completos y ponerlos disponibles en DVD para futura referencia de todos los asistentes o vender esas grabaciones a la gente que no puede asistir al seminario o no puede costeárselo. Esto generaría una revalorización positiva de los organizadores del seminario y pondría el conocimiento disponible para una audiencia mayor, mejorando la percepción del seminario para todos los participantes. 
Esta estrategia de grabar seminarios está siendo ya usada ampliamente en campos donde usan una videocámara o una grabadora de voz las cuales son suficientes para la grabación y reproducción útil. Los seminarios relacionados con Computadoras necesitan grabaciones de alta calidad y fácilmente reproducibles de los contenidos de pantalla, lo cual no es factible mediante el uso de una videocámara que enfoque el escritorio, y en su lugar se suele usar un proyector de vídeo o cañón.
Si bien en su origen el uso más extendido era demostrar características de software, con la aparición de aplicaciones que permiten realizar screencasts de manera gratuita y sin conocimientos informáticos su uso se ha ido extendiendo en el ámbito educativo. Se usan, por ejemplo, en el modelo pedagógico aula invertida.
Una desventaja de la mayoría de los programas de screencasting comerciales para el PC es su poca habilidad para realizar videos de aplicaciones OpenGL, aunque Bandicam, Demo Builder, Fraps, y Growler Guncam pueden sortear este problema.

## Origen del término
En 2004, el columnista Jon Udell invitó a los lectores de su blog a proponer nombres para el fenómeno emergente. Udell seleccionó el término screencast, el cual fue propuesto por Joseph McDonald y Deeje Cooley. Desde entonces, el término ha ganado un uso más extensivo, y el uso de screencasts ha llegado a ser popular.